# Antennulariella alpina
Antennulariella alpina är en svampart som först beskrevs av W.B. Cooke, och fick sitt nu gällande namn av M.E. Barr 1987. Antennulariella alpina ingår i släktet Antennulariella och familjen Antennulariellaceae.   Inga underarter finns listade i Catalogue of Life.